# Cristina Enea
Cristina Enea es un parque urbano de la ciudad de San Sebastián (Guipúzcoa, España). Con una extensión de 94 960 m², es considerado uno de los más interesantes parques históricos urbanos de España, siguiendo la tipología de jardín inglés.

## Localización
Está situado en el barrio de Eguía, en un pequeño montículo rodeado por el meandro final del río Urumea. 

## Historia
Este parque fue concebido por el duque de Mandas, quien, a su muerte, donó el mismo al ayuntamiento de la ciudad, siendo algunas de las condiciones que en él no se edificase, ni se utilizara el parque para cualquier otro uso distinto de éste y que conservara el nombre de Cristina Enea. Su denominación procede de Cristina Brunetti y Gayoso de los Cobos, XIII duquesa de Mandas, casada con Fermín de Lasala y Collado, importante hombre de negocios y político donostiarra, más conocido por el título nobiliario de su esposa.
En el año 2007 se finalizaron unas obras de reforma, gracias a las que se mejoró la accesibilidad y se plantó una nueva gama de árboles y arbustos traídos desde Bélgica y Alemania con el fin de enriquecer su biodiversidad. Dichas obras tuvieron críticas desde diversos colectivos por modificar elementos, como el estanque y el revestimiento de los caminos.
Dentro del parque, en la parte superior se encuentra el palacio del Duque de Mandas, antigua residencia del mismo. Tras las obras de reforma se reconvirtió en Centro de Recursos Medioambientales, laboratorio ecológico y centro de formación en cuestiones medioambientales. La reforma sustancial de las fachadas del palacio, así como su reforma interior parcial, también suscitó una cierta polémica. En enero de 2008 se informó de la creación de la Fundación Cristina Enea, aprobada por el pleno del ayuntamiento el día 29, con sede en el Palacio.
En los años 2000 se abrió una pasarela peatonal entre el río, junto al puente Mundaiz, y el parque, sobre las vías del tren, así como unas escaleras y un ascensor para salvar el desnivel entre el río y el montículo rodeado por el parque. Esta pasarela recibió la denominación de Gladys del Estal, en memoria de una ecologista del barrio asesinada por la guardia civil durante una manifestación antinuclear en Tudela (Navarra): el parque también se conoce popularmente con el nombre de Gladys. Años después, en 2009, se abrió otra pasarela entre el parque y el nuevo barrio de Riberas de Loiola, en este caso sobre el río, a la que se dio la denominación del cantante Mikel Laboa. Estas dos pasarelas supusieron un notorio aumento del tránsito de personas por el parque.